# Anteros micon
Anteros micon är en fjärilsart som beskrevs av Druce 1875. Anteros micon ingår i släktet Anteros och familjen Riodinidae. Inga underarter finns listade i Catalogue of Life.